# Pericolosamente Cindy
Pericolosamente Cindy (Last Call) è un film del 1991 diretto da Jag Mundhra, con protagonisti William Katt, Shannon Tweed e Joseph Campanella.

## Trama
Una donna vuole vendicarsi di un agente immobiliare che uccise sua madre.

## Distribuzione
Il film è stato distribuito negli Stati Uniti in video premiere il 7 febbraio del 1991. In Germania è stato distribuito, sempre in video premiere,  nel settembre del 1992 con il titolo Last Call - Eiskalte Rache einer Frau. In Brasile è stato diffuso con il titolo Revanche. In Francia è stato distribuito in home video con il titolo Last Call e proiettato in televisione con il titolo Duo d'amour et de mort. In Italia non vi è stata alcuna distribuzione del film ed è stato trasmesso direttamente in televisione con il titolo Pericolosamente Cindy, in prima televisiva, il 21 luglio del 1993 su Italia 1.